# Кобылица, Лукьян
Лукья́н Кобыли́ца (укр. Лук’я́н Кобили́ця; 1812, Путила, ныне Черновицкая область, — 24 октября 1851, Гура-Гумора, Румыния) — руководитель народного восстания на Буковине в 40-х годах XIX века, депутат австрийского парламента (Рейхсрата).

## Биография
Лукьян Кобылица родился в семье крепостного крестьянина в селе Путила на Буковине. Украинец. В 1830-е годы он избирается от родного села уполномоченным для ведения дел с представителями австрийских властей. Убедившись, что путём переговоров отстоять крестьянские интересы невозможно, Лукьян Кобылица в 1843 году возглавил объединение крестьян из 16 сёл Буковины и перешёл к решительным действиям. Его отряды изгоняли со своей территории представителей государственной администрации, громили помещичьи усадьбы и поместья, упразднили панщину, требовали перевода крепостных крестьян на положение государственных крестьян. Это восстание было подавлено присланными войсками в 1844 году, 220 его участников были приговорены к битью плетьми, а сам Лукьян Кобылица был арестован и осуждён.
В 1848 году во время Австрийской революции крестьяне Буковины выбирают Лукьяна Кобылицу в австрийский парламент, где он присоединяется к депутатам-демократам, требовавшим упразднения абсолютизма и крепостного права в Австрии. После поражения революционного движения Лукьян Кобылица возвращается на Буковину, и в том же 1848 году организует вооружённый отряд из крестьян, действовавший вплоть до лета 1849 года и нападавший на владения помещиков и органы австрийской власти. В 1850 году он был вновь арестован и сослан в Гура-Гумора, где вскоре скончался. Образ Лукьяна Кобылицы исследовал выдающийся украинский писатель Иван Франко. В Черновицком музыкально-драматичном театре была поставлена историческая драма «Лукьян Кобылица» (1955); автор Л.О. Балковенко. Эта драма занимает значительное место в репертуаре театра.

## Память
Именем Лукьяна Кобылицы названы улицы во многих городах Украины, в том числе в Черновцах, во Львове, в Виннице и др.